# شيخ أباد (غرمسار كرمان)
شیخ أباد (بالفارسية: شیخ‌آباد) هي منطقة سكنية تقع في إيران في قسم غرمسار الریفي. يقدر عدد سكانها بـ 19 نسمة .